# 中島司有
中島 司有（なかじま しゆう、1924年〈大正13年〉3月7日 - 2002年〈平成14年〉7月5日）は、日本の書家、書道教育者、元NHKアナウンサー。文学博士。國學院大學名誉教授。現代書道研究所創設者。

## 来歴
東京都神田区出身。少年期より書を栄田有宏に師事。
1948年（昭和23年）、21歳で毎日展かな部で最高賞、翌年の日書展では最高賞、文部大臣賞を受賞し名を広めた。
國學院大學国文科を卒業後、NHKに入局。主にアナウンサーを6年、演出を7年、計13年を勤めた。
1965年（昭和40年）には、母校である國學院大學の教員を開始（のちに名誉教授となる）。
1967年（昭和42年）からは、宮内庁文書専門員（昭和天皇祐筆）としても重用され、天皇・皇后の公文書や揮毫を多く手がけたことで知られる。
1991年（平成3年）には「藤原佐理研究」により文学博士号（國學院大學）を取得。
1993年（平成5年）、芸術選奨文部大臣賞受賞。
2001年（平成13年）11月、勲四等旭日小綬章を受章。
2002年（平成14年）7月15日、午前2時35分、急性心不全のため死去。享年78歳。

## 逸話
- 母校を同じくするシンガーソングライターのさだまさしと交流があり、CDアルバム『夢の轍』の題字・ジャケットデザインを手掛けたことでも知られる。さだの「あなたがすきです」という楽曲は、中島の書にインスピレーションを受けたものであることを、さだが明かしている。[4]

## 主な著書
- 『書のこころ:このひとすじの道に』 講談社 1985年 ISBN 4062021811
- 『書を学ぶ: 漢字・かな・写経・実用・和様漢字・詩文書』 マコー社 1988年 ISBN 4837709877
- 『書の世界:文学とことばの造型』 講談社 1989年 ISBN 4882930161
- 『やさしき阿修羅: 中島司有と書の世界』 明成社 2007年 ISBN 4944219482